# Estación de Fujigaoka (Kanagawa)
Fujigaoka (藤が丘駅 Fujigaoka-eki?) es una estación de ferrocarril. Es propiedad de Tokyu y se localiza en Yokohama, prefectura de Kanagawa. Forma parte de la Línea Den-en-toshi.  Su código es DT19.

## La estación
Se trata de una estación elevada con dos andenes laterales que cuentan con tres vías.

## Servicios ferroviarios
| procedencia/destino    | < estación | Línea | estación > | destino/procedencia                 |
| ---------------------- | ---------- | ----- | ---------- | ----------------------------------- |
| Nagatsuta・Chuo-rinkan | Aobadai    |       | Ichigao    | Shibuya・Oshiage(Skytree)・Kasukabe |

## Galería

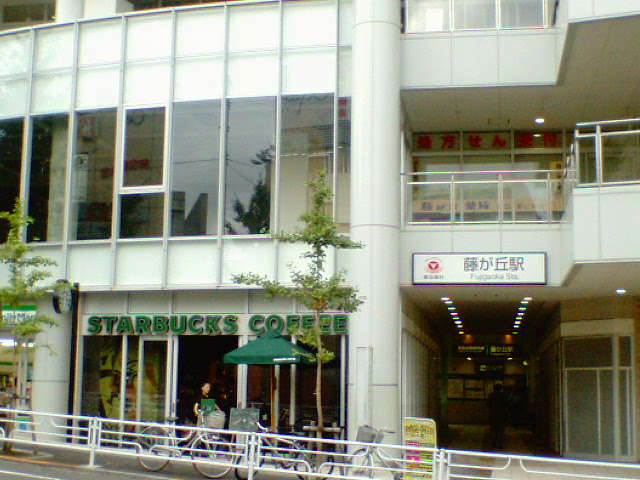
Acceso sur (agosto de 2004)
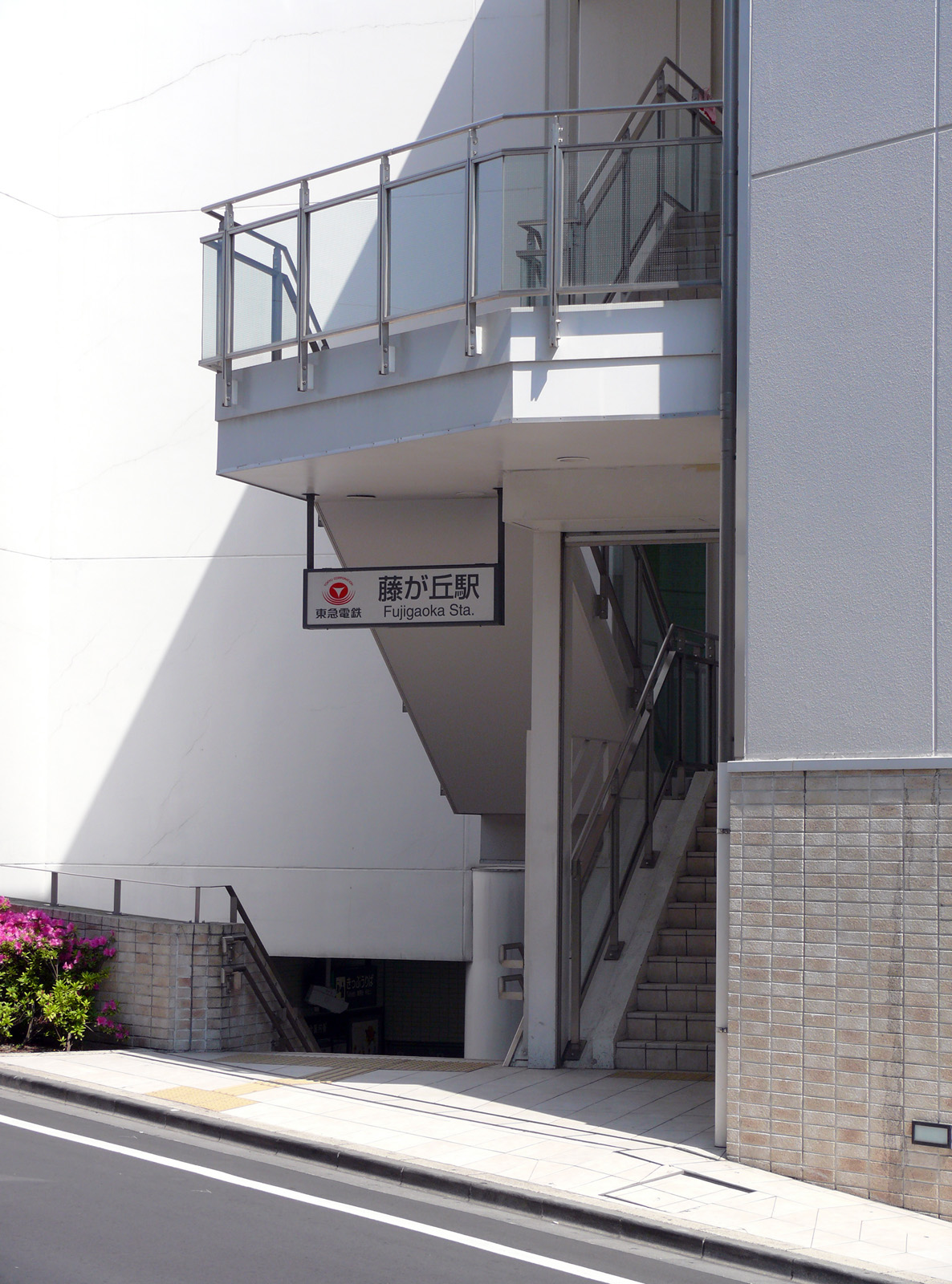
Acceso este (mayo de 2007)
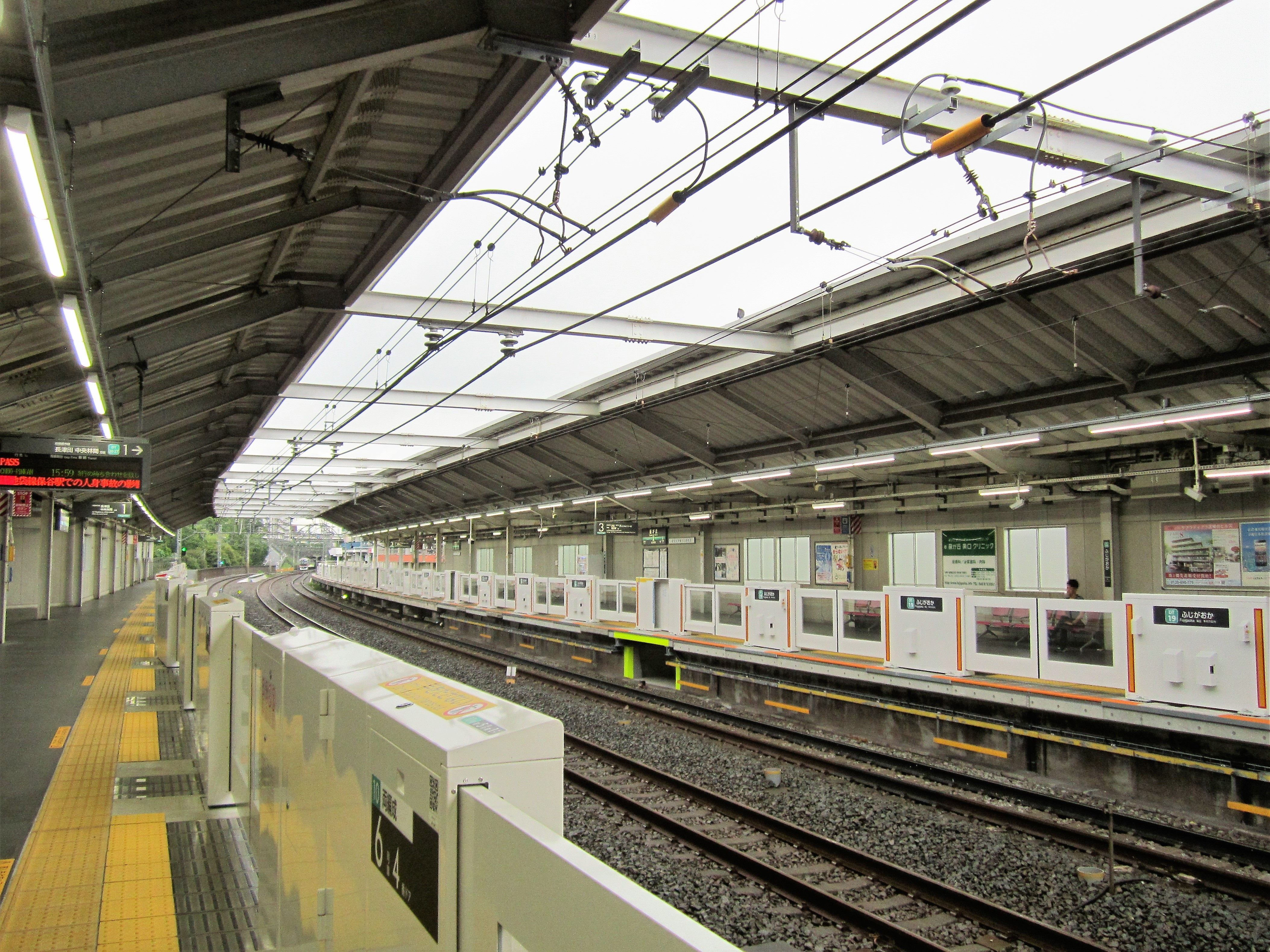
Andén (junio de 2019)
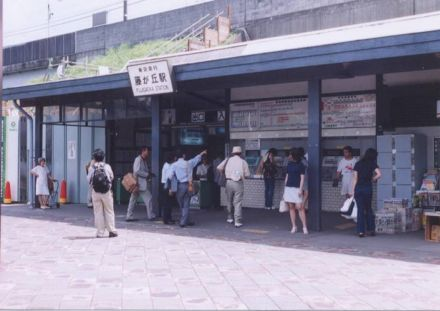
Edificio de la estación antes de la renovación (agosto de 1999)